# Специјалне независне реченице
Специјалне независне реченице су реченице које својом синтаксичком конструкцијом доприносе томе да формулација поруке буде у складу са комуникативном ситуацијом и експресивним потребама говорника 

## Карактеристике специјалних независних реченица
За специјалне независне реченице карактеристично је то да је потребна минимална формулација да би се пренела одређена комуникативна порука. Реченица је тиме лишена комуникативно сувишних језичких елемената, чиме се постиже максимална економичност у самој формулацији. Осим тога што омогућавају да комуникација буде економична и динамична, ове реченице доприносе томе да говорник искаже своја осећања и лични став. Специјалне реченице преносе само специјалне поруке у одговарајућим условима комуникације (најпре у усменој комуникацији). При томе се ради о независним реченицама, које уз одговарајућу интерпункцију формирају комуникативну реченицу као завршну поруку.
Примери:
- Пример 1 Камион! (Чувај се камиона!)
- Пример 2 Тишина! (Престаните да галамите!)
- Пример 3 Напоље! (Сместа изађи напоље!)
- Пример 4 Тешког ли времена (Време је тешко!)
- Пример 5 Ево воза! (Долази воз.)
- Пример 6 Не улазити! (Не сме се улазити.)
- Пример 7 (Да ли си био на семинару?) Да. (Био сам.) Не. (Нисам био.)
- Пример 8 Лопове! (Ти си лопов!) Ове реченице су својом формом сличне предикатским[2] и елиптичним[3] реченицама. Међутим, за разлику од предикатских ове реченице, оне углавном немају предикат. У односу на елиптичне реченице, које такође немају предикат, специјалне реченице имају најчешће комуникативну функцију и немају за циљ стилску изражајност и описивање.

## Конструкција специјалних реченица
Конструкција специјалних реченица је сведена на оно што је битно, а употреба је сужена на исказивање одређене ситуације или појма који се појављује.  Специјалне реченице се називају непотпуним, с обзиром на то да не садрже све конституенте (чланове), премда се они из контекста разумеју. Ипак, по својој синтаксичкој конструкцији ове реченице су потпуне реченице. 
Њихова конструкција и одговарајућа интерпункција омогућава да се одређена ситуација искаже као целовита комуникативна реченица.
Главни члан (лексичко језгро) у конструкцији ових реченица најчешће је нека именица (Пример 1, 2), а може да буде и придев (Пример 4), прилог (Пример 3) или поједине речце (Пример 4 и 5). Уколико се као главни члан јави глагол он стоји у инфинитиву, односно у неличном облику (Пример 6).

## Модели конструкције специјалних реченица
Конструкција специјалних реченица и њихова вредност у свакодневној употреби су одређене језичким системом. То је најбоље илустровано на моделима Ж. Станојчића и Љ. Поповића.
- Модел број 1. (Пример 1)

Специјална комуникативна реченица = узвично упозорење
Конструкција реченице: именица/именичка синтагма + узвична интонација (узвичник као интерпункцијски знак)
- Модел број 2 (Пример 4)

Специјална комуникативна реченица = узвични коментар
Конструкција реченице: придев у конгруентном облику + Речца ли + именица у генитиву + узвична интонација (узвичник као интерпункцијски знак)
- Модел број 3 (Пример 7)

Специјална комуникативна реченица = потврдни/одрични коментар
Конструкција реченице: да/не + обавештајна интонација (тачка као интерпункцијски знак)